# اضطراب أيضي
الاضطراب الأيضي أو الخلل الاستقلابي أو الاختلال الأيضي يقصد باضطرابات الاستقلاب الاضطرابات التي يمكن أن تحصل عندما تقوم التفاعلات الكيميائية غير السوية في الجسم بتبديل العملية الأيضية الطبيعية. ويمكن أن يعرف أيضا بكونه شذوذا موروثا في جين منفرد ومعظم هذه الاضطرابات هي ذات وراثة جسمية متنحية.
في جسم الإنسان مجموعة كبيرة من الأمراض المختلفة، وفي الغالب يقصد بهذا التعبير تلك الاضطرابات التي تأتي بالوراثة أي مع المولود، ولكن اضطرابات الاستقلاب يمكن أن تأتي كذلك فيما بعد الولادة، أي يمكن أن تكون مكتسبة.
ويمكن أن تكون على سبيل المثال اضطرابات بتعامل الجسم مع الدهون، كارتفاع نسبة الدهون في الدم كمرض «فرط بروتينات الدم الشحمية». أو يمكن أن يكون الاضطراب بالتعامل مع الحموض الأمينية أو البروتين كمرض البرفيريا الذي يضطرب فيه إنتاج الكريات الحمر في الدم، كما يمكن أن تكون الاضطرابات بمعالجة الجسم للهيدروكربونات ومنها أمراض السكر، أو اضطرابات استقلابية في معالجة الجسم للمواد المعدنية مثل نقص المغنيزيوم.
المسبب الأساسي للاضرابات الاستقلابية: اكتشف مبدأ الاضطراب الاستقلابي من قبل الطبيب الداخلي الإنكليزي «غاررود» في القرن العشرين، حيث اعتمد في أبحاثة على أن كل خطوة استقلابية يقوم بها إنزيم معين، ولذلك فقد شخص خطأً في الإنزيمات كمسبب للاضطراب الاستقلابي، فعبر نقص أو فشل في وظيفة الإنزيم ينشأ تراكمٌ مَرَضيٌ في المواد الأولية الداخلة في التفاعلات البيولوجية، ونقصٌ في منتجات الاستقلاب، وهو ما يسبب الأعراض المرضية للاضطراب الاستقلابي.

## قراءة إضافية
- Hoffmann، Georg F.؛ Zschocke، Johannes؛ Nyhan، William L. (21 نوفمبر 2009). Inherited Metabolic Diseases: A Clinical Approach. Springer. ISBN:9783540747239. مؤرشف من الأصل في 2020-03-12.
- Gonzalez-Campoy JM، St Jeor ST، Castorino K، Ebrahim A، Hurley D، Jovanovic L، Mechanick JI، Petak SM، Yu YH، Harris KA، Kris-Etherton P، Kushner R، Molini-Blandford M، Nguyen QT، Plodkowski R، Sarwer DB، Thomas KT، American Association of Clinical Endocrinologists، American College of Endocrinology and the Obesity Society (سبتمبر–أكتوبر 2013). "Clinical practice guidelines for healthy eating for the prevention and treatment of metabolic and endocrine diseases in adults: cosponsored by the American Association of Clinical Endocrinologists/the American College of Endocrinology and the Obesity Society". Endocr Pract. ج. 19 ع. Suppl 3: 1–82. DOI:10.4158/EP13155.GL. PMID:24129260. مؤرشف من الأصل في 2019-12-10. اطلع عليه بتاريخ 2015-07-27.

## روابط خارجية
- "Metabolic disorders". KidsHealth.org. مؤرشف من الأصل في 2016-02-12. اطلع عليه بتاريخ 2015-07-27.